# Rajai Davis
Pour les articles homonymes, voir Davis.
Rajai Lavae Davis (né le 19 octobre 1980 à Norwich, Connecticut, États-Unis) est un ancien voltigeur de la Ligue majeure de baseball.
Il est connu pour son coup de circuit pour Cleveland qui envoya en manches supplémentaires le 7e et dernier match de la Série mondiale 2016. 
Il réussit 394 buts volés de 2006 à 2017 et est en 2016 champion voleur de buts de la Ligue américaine. 

## Carrière
Après des études secondaires à la New London High School de New London (Connecticut), Rajai Davis suit des études supérieures à l'Université du Connecticut à Avery Point. Il est repêché le 5 juin 2001 par les Pirates de Pittsburgh au 38e tour de sélection. Il signe son premier contrat professionnel le 26 juin 2001.
Davis passe cinq saisons en ligues mineures avant d'effectuer ses débuts en Ligue majeure le 14 août 2006 sous les couleurs des Pirates. Il est échangé aux Giants de San Francisco le 31 juillet 2007 avant d'être transféré chez les Athletics d'Oakland le 23 avril 2008. 
Ses 50 buts volés pour les A's en 2010 le placent au deuxième rang de la Ligue américaine derrière Juan Pierre des White Sox de Chicago et au troisième rang du baseball majeur derrière Pierre et Michael Bourn de Houston. Il améliore son record personnel de points marqués en une saison avec 66, un de plus qu'en 2009.

### Blue Jays de Toronto

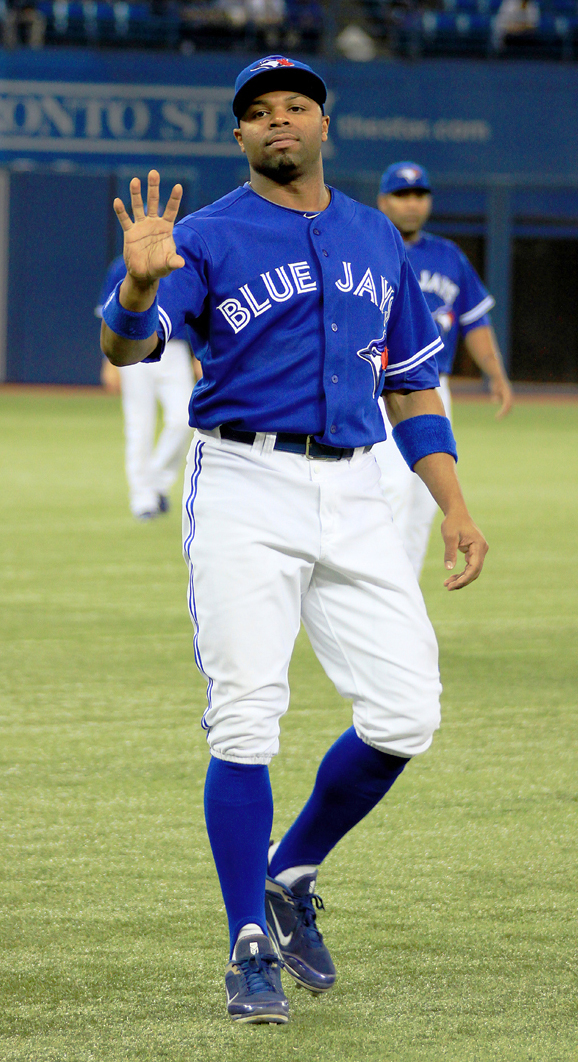
Rajai Davis en 2012 avec les Blue Jays de Toronto.

Le 17 novembre 2010, les Athletics échangent Rajai Davis aux Blue Jays de Toronto en retour de deux lanceurs droitiers, Danny Farquhar et Trystan Magnuson.

#### Saison 2011
Davis est le meneur en 2011 pour les buts volés chez les Blue Jays avec 34, ce qui le place 7e au total dans la Ligue américaine.

#### Saison 2012
En 2012, il échappe de peu le championnat des buts volés avec 46, au second rang des majeures derrière les 49 de Mike Trout. Il est en revanche retiré 13 fois en tentative de vol, le plus grand nombre des majeures à égalité avec Starlin Castro et Michael Bourn. Davis frappe pour ,257 avec une moyenne de présence sur les buts de ,309 en 142 parties joués pour Toronto. Il marque 64 points, en produit 43 et claque 8 coups de circuit.

#### Saison 2013
En 2013, Rajai Davis termine 3e des majeures avec 45 buts volés. Retiré seulement 6 fois dans l'année en tentative de vol, il améliore son taux de succès en réussissant 88,24 % de ses essais, au 5e rang des coureurs de la Ligue américaine. Blessé au muscle oblique gauche, il passe du temps sur la liste des joueurs blessés et dispute un total de 108 matchs pour Toronto. Il frappe pour ,260 avec une moyenne de présence sur les buts de ,312. Il compte 49 points, en produit 24 et frappe 6 circuits. Le 8 juin, peu après son retour de la liste des blessés, il frappe un coup sûr en 18e manche d'un match à Toronto contre les Rangers du Texas, pour donner aux Blue Jays une victoire de 4-3 dans le plus long match de l'histoire de la franchise. Le 28 juillet à Toronto face aux Astros de Houston, Rajai Davis vole 4 buts dans le même match pour égaler un record de franchise qu'il partage désormais avec Dámaso García, Dave Collins, Roberto Alomar et Otis Nixon.

### Tigers de Détroit

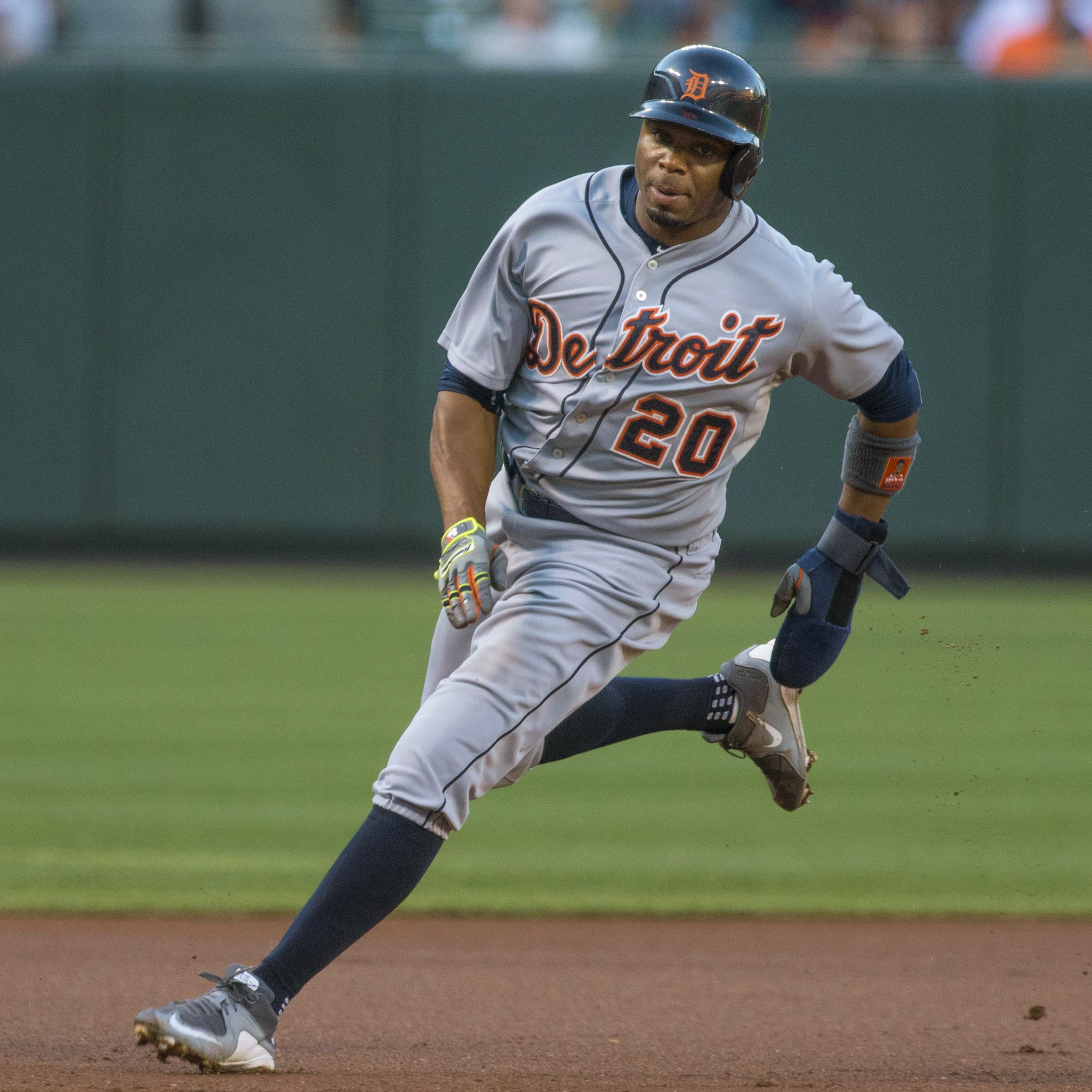
Rajai Davis en 2015 avec les Tigers de Détroit.

Rajai Davis, qui à partir de 2012 a délaissé le champ centre des Blue Jays pour partager son temps en défensive entre les champs gauche et droit, signe en décembre 2013 un contrat de deux saisons avec les Tigers de Détroit, qui prévoient le faire jouer comme voltigeur de gauche.
En 134 parties jouées en 2014 à sa première année à Détroit, Davis maintient une moyenne au bâton de ,282 et un pourcentage de présence sur les buts de ,320. Dans les deux cas, ce sont ses meilleures performances depuis 2010 dans ces catégories statistiques. Il égale son record personnel de 8 circuits et ses 51 points produits représentent son second plus haut total en carrière, un de moins qu'en 2010 avec Oakland. Il marque 64 points et réussit 130 coups sûrs, dans ce cas également son deuxième plus haut total après celui de 2010. Il mène les Tigers avec 36 buts volés en 47 tentatives.

### Indians de Cleveland
Le 17 décembre 2015, Davis signe un contrat d'une saison avec les Indians de Cleveland.
Avec 43 buts volés en 2016, Davis est champion voleur de buts de la Ligue américaine pour la première fois de sa carrière.
Il est brièvement l'un des héros du 7e et ultime match de la Série mondiale 2016 le 2 novembre 2016 à Cleveland, lorsqu'il frappe un coup de circuit de deux points en fin de 8e manche face au lanceur étoile Aroldis Chapman pour créer l'égalité 6-6 et forcer la tenue de manches supplémentaires. En fin de 10e manche, Cleveland tirant de nouveau de l'arrière par deux points, il frappe un simple après deux retraits pour porter la marque à 8-7 Chicago, mais son club finit par perdre le match et le championnat.

### Athletics d'Oakland
Le 3 janvier 2017, Davis rejoint les Athletics d'Oakland, acceptant un contrat de 6 millions de dollars pour une saison.

### Red Sox de Boston
Le 23 août 2017, Oakland échange Rajai Davis aux Red Sox de Boston contre le lanceur droitier des ligues mineures Rafael Rincones.

## Statistiques
| Saison | Équipe        | G   | AB   | R   | H   | 2B | 3B | HR | RBI | SB  | BA    |
| ------ | ------------- | --- | ---- | --- | --- | -- | -- | -- | --- | --- | ----- |
| 2006   | Pittsburgh    | 20  | 14   | 1   | 2   | 1  | 0  | 0  | 0   | 1   | 0,143 |
| 2007   | Pittsburgh    | 24  | 48   | 6   | 13  | 2  | 1  | 0  | 2   | 5   | 0,271 |
| 2007   | San Francisco | 51  | 142  | 26  | 40  | 9  | 1  | 1  | 7   | 17  | 0,282 |
| 2008   | San Francisco | 12  | 18   | 2   | 1   | 0  | 0  | 0  | 0   | 4   | 0,056 |
| 2008   | Oakland       | 101 | 196  | 28  | 51  | 5  | 4  | 3  | 19  | 25  | 0,260 |
| 2009   | Oakland       | 125 | 390  | 65  | 119 | 27 | 5  | 3  | 48  | 41  | 0,305 |
| 2010   | Oakland       | 143 | 525  | 66  | 149 | 28 | 3  | 5  | 52  | 50  | 0,284 |
| Totaux | Totaux        | 476 | 1333 | 194 | 375 | 72 | 14 | 12 | 128 | 143 | 0,281 |

Note : G = Matches joués ; AB = Passages au bâton; R = Points ; H = Coups sûrs ; 2B = Doubles ; 3B = Triples ; 
HR = Coup de circuit ; RBI = Points produits ; SB = Buts volés ; BA = Moyenne au bâton.